# خوان کارلوس اوبرگون
خوان کارلوس اوبرگون (اسپانیایی: Juan Carlos Obregón‎؛ زادهٔ ۲۹ اکتبر ۱۹۹۷) بازیکن فوتبال متولد ایالات متحده آمریکا اهل هندوراس است.
وی همچنین در تیم‌های ملی فوتبال زیر ۲۰ سال هندوراس و زیر ۲۳ سال هندوراس بازی کرده است.